# LG 옵티머스 EX
LG 옵티머스 EX(LG Optimus EX)는 LG전자가 2011년 9월 26일에 출시한 스마트폰이다. 엔비디아의 Tegra2 1.2 GHz CPU를 장착하여 비슷한 시기에 출시한 LG 옵티머스 L9와 거의 동일한 하드웨어 사양을 가지고 있으나 옵티머스 Q2와는 달리 QWERTY 자판을 탑재하지 않았다. 옵티머스 EX는 안드로이드 애플리케이션뿐만 아니라 SK텔레콤 오픈마켓 T 스토어, LG 애플리케이션 등을 다운로드할 수 있다.

## 운영체제 업데이트

### 안드로이드 4.0.4 아이스크림 샌드위치
LG전자는 허니콤을 건너뛰고 바로 4.0.4로 업데이트 하였다. 기능은 거의 비슷하지만 전반적인 인터페이스는 많이 바뀌었다.

## LG 최초의 진저브레드 OS 탑재
옵티머스 EX의 운영 체제는 안드로이드 2.3 진저브레드로 출시되어 옵티머스 Q2와 함께 LG전자 최초의 진저브레드 OS 탑재 스마트폰 및 LG전자 스마트폰이 변하고 있음을 증명하였다.

## 미디어 지원
영상 코덱
- mpeg4
- H.264
- H.263
- DivX HD/ XviD

영상 포맷
- MPEG-4
- WMV (ASF)
- AVI (divx)
- MKV
- FLV
- Xvid

오디오
- WAV
- Vorbis
- MP3
- AAC
- AAC+
- eAAC+
- AAC-LC
- WMA
- WMA9
- SBC
- AC3